# سكوت برايس
سكوت برايس (بالإنجليزية: Scott Bryce)‏ هو كاتب سيناريو ومنتج أفلام ومخرج وممثل أمريكي، ولد في 6 يناير 1958 بنيويورك في الولايات المتحدة.

## أعمال

### أفلام
- (1996) شخصي وعن قرب[4]
- (1999)  الطريق للساموراي[5]

### مسلسلات
- موردر
- فتاة النميمة

## وصلات خارجية
- سكوت برايس على موقع IMDb (الإنجليزية)
- سكوت برايس على موقع ألو سيني (الفرنسية)
- سكوت برايس على موقع أول موفي (الإنجليزية)
- سكوت برايس على موقع قاعدة بيانات برودواي على الإنترنت (الإنجليزية)
- سكوت برايس على موقع قاعدة بيانات الأفلام السويدية (السويدية)
- سكوت برايس على موقع قاعدة بيانات الفيلم (الإنجليزية)
- سكوت برايس على موقع كينوبويسك (الروسية)